# Аннадаун

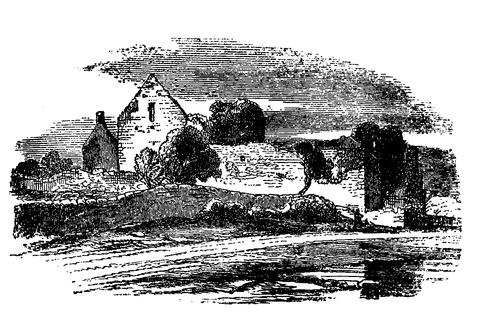
Руины монастыря в Аннадауне

Аннадаун (Аннахдаун; англ. Annaghdown; ирл. Eanach Dhúin, Анах-Гунь) — деревня и община в Ирландии, находится в графстве Голуэй (провинция Коннахт).
В деревне находится 4 школы.
Население — 227 человек (по переписи 2006 года).
Данные переписи 2006 года:
| Общие демографические показатели |               |                               |                               |      |      |
| Всё население                    | Всё население | Изменения населения 2002—2006 | Изменения населения 2002—2006 | 2006 | 2006 |
| 2002                             | 2006          | чел.                          | %                             | муж. | жен. |
| —                                | 227           | 227                           | —                             | 116  | 111  |

## История
Название происходит от ирл. Eanach Dhúin, букв. «болото крепости». Деревня лежит у Аннадаунского залива озера Лох-Корриб. Приход общины входит в Туамскую архиепископию.
Хорошо сохранились руины Аннахдаунского аббатства и кафедрального собора XV века, которые являются государственным памятником Ирландии. Аннахдаунский замко был построен на восточном берегу озера Лох-Корриб кланом О’Флахерти в конце XIV века.

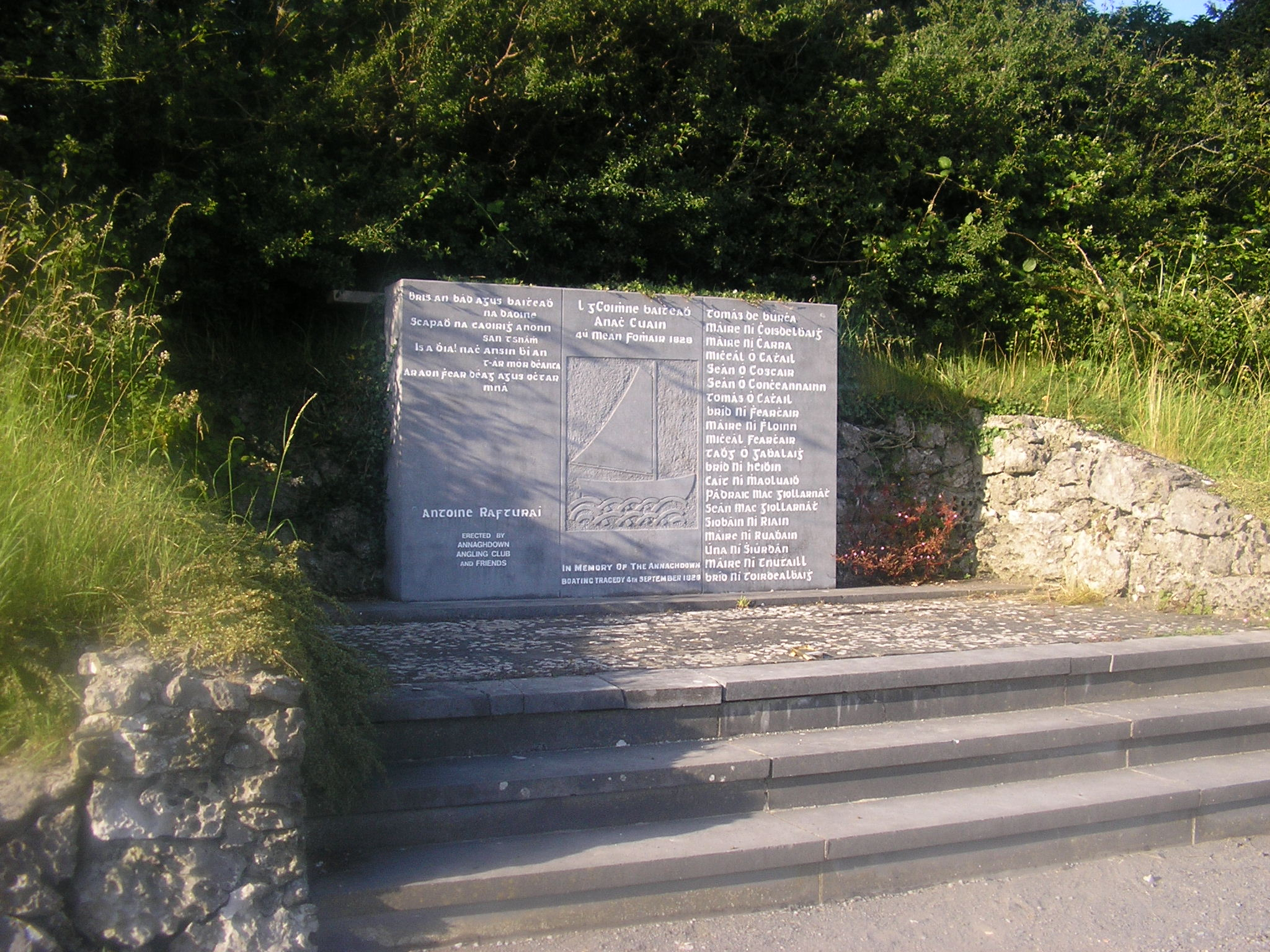
Памятный камень у Аннадаунского причала

Это место стало также известно из-за трагедии, случившейся в 1828 году. 4 сентября того года, в четверг, 20 человек, плывшие в Голуэй на старой лодке Caisleán Nua, утонули из-за повреждения, нанесённого овцой по дну лодки. Этой трагедии впоследствии посвятил элегию Анах-Гунь знаменитый ирландский поэт Энтони Рафтери (Antoine Ó Raifteiri). Через 150 лет, в 1978 году у Аннадаунского причала был установлен памятный камень.